# Kaga-Bandoro
Kaga-Bandoro è una cittadina sede di un mercato nella parte settentrionale della Repubblica Centrafricana. È situata sul fiume Gribingui, 245 km a nord della capitale Bangui ed è il capoluogo della prefettura economica di Nana-Grébizi. 
È sede vescovile dal 1997.